# 后蝶略

后蝶略区在赫尔辛基地图上的位置

后蝶略（芬蘭語：Taka-Töölö）是芬兰首都赫尔辛基的第十四号市区。后蝶略区属于赫尔辛基城区的一部分。
后蝶略区里的居民中83%的人母语为芬兰语、10%的人母语为瑞典语、7%的人母语为其他语言（2017年）。居民楼房中90%是在1960年代之前建造的。
后蝶略区里公园面积有36公顷，森林地带有15公顷（2017年）。公园中面积最大的为动物园公园，其南部与赫尔辛基冬季花园接壤。蝶略湾西岸为赫斯佩里亚公园。后蝶略区西边海湾边上为西贝柳斯公园，公园里有观光车必经的旅游景点西贝柳斯纪念碑。
后蝶略区里蝶略湾岸边赫斯佩里亚公园的北边座落着赫尔辛基奥林匹克体育场和芬兰国家歌剧院。芬兰总理的官邸“夏季海岸”位于后蝶略区西边的海岸边上。
后蝶略区里还有很多的体育场及其它的体育运动的机会。许多本地、区域、及全国性的体育机构也在这里开展活动。著名的体育协会有HJK赫尔辛基足球俱乐部、赫尔辛基体育会（HIFK，包括足球队、冰球队和班迪球队）和赫尔辛基小丑冰球队。